# Retrat en bust del pintor Marià Fortuny
Retrat en bust del pintor Marià Fortuny és un oli sobre tela de 54 × 42,5 cm realitzat per Federico de Madrazo vers l'any 1867, que es troba al Museu Nacional d'Art de Catalunya.

## Context històric i artístic
Fill d'un artista neoclàssic (José de Madrazo), Federico va ser el fundador d'una de les nissagues de pintors més importants del vuit-cents. Després d'una breu estada a París, on va entrar en contacte amb l'obra de Jean Auguste Dominique Ingres, Madrazo va culminar el procés de formació a Roma, on es va sentir atret per la cultura figurativa dels pintors natzarens (grup d'artistes d'origen alemany que postulava la recuperació del llenguatge dels primitius italians i molt especialment del de Rafael). Tanmateix, de retorn a Madrid i per exigències de la clientela, Madrazo va modificar el seu rumb creatiu i va conrear el retrat. En aquest context, aquest retrat de Fortuny constitueix una pintura de factura més lliure i espontània, allunyada de les convencions i de les servituds pròpies dels retrats oficials. Per a la representació dels seus familiars, o de les seues amistats, Madrazo va codificar un model, ja present en algunes de les seues primeres produccions, de format no gaire gran, en el qual la figura es plasma en bust o de tres quarts.

## Descripció
En aquest retrat (extraordinari exemple del quefer creatiu del principal retratista del romanticisme espanyol), l'autor ha sabut copsar i transmetre de manera convincent les faccions i la mirada perduda en un lloc indeterminat d'una gran personalitat artística, Fortuny, per qui sempre va sentir una gran admiració professional d'ençà que tots dos van establir una relació d'amistat. A partir del 1867, aquest vincle es va enfortir arran del casament de Fortuny amb Cecília de Madrazo, filla de Federico.